# Bissau
Bissau [bɪˈsaʊ̯ ] ist die Hauptstadt der westafrikanischen Republik Guinea-Bissau. Im Jahr 2007 hatte Bissau rund 410.000 Einwohner. Die Stadt ist administratives, politisches und wirtschaftliches Zentrum des Landes. Sie verfügt über den einzigen internationalen Flughafen und Tiefseehafen des Landes. Administrativ bildet die Stadt den Autonomen Sektor Bissau, der an die Verwaltungsregionen Oio und Biombo grenzt.

## Geographie
Die Küste Guineas ist insgesamt stark gegliedert – zahlreiche Ästuare reichen bis tief ins Landesinnere. Aufgrund des großen Tidenhubes ist praktisch die gesamte Küstenzone mit Mangrovenwäldern bedeckt. So ist auch Bissau von Flussläufen und sumpfigen Mangrovengebieten umgeben, die es de facto zu einer Insel machen. Die Stadt liegt am nördlichen Ufer des Rio Geba, der hier in einem rund 10 km breiten Ästuar in den Atlantischen Ozean mündet. Der Küste vor Bissau vorgelagert liegen die Inseln des Bissagos-Archipels.

## Wirtschaft und Infrastruktur

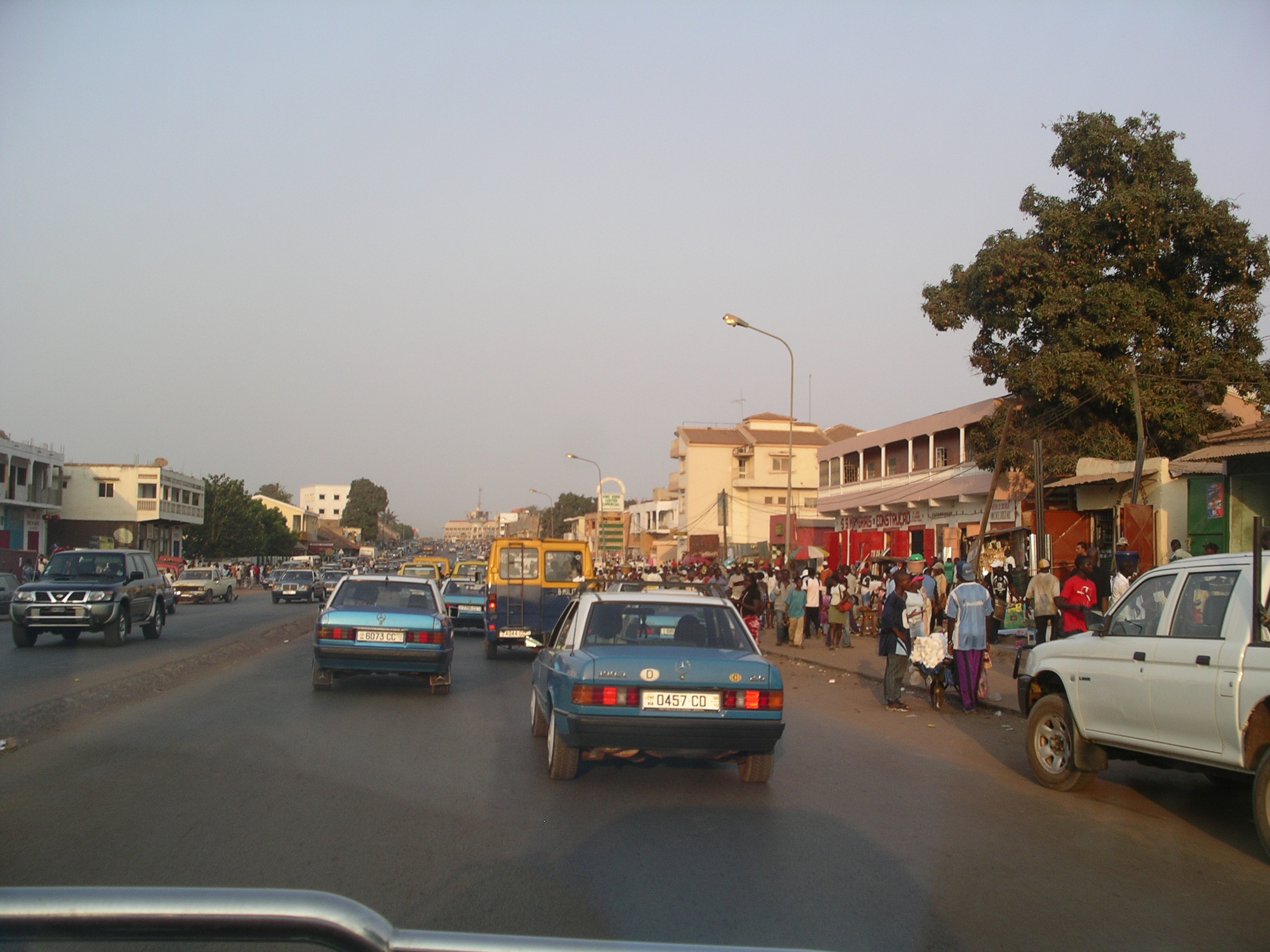
Stadtautobahn Bissau mit Blick auf den Markt von Bandim

### Wirtschaft
Da die Stadt das Handelszentrum des Landes ist, wird über Bissau fast der gesamte Import (Nahrungsmittel und Konsumgüter) und Export (Cashewnüsse und Harthölzer) abgewickelt. Im ehemaligen portugiesischen Stadtzentrum (Praça) liegen vor allem die Ministerien, Banken, Restaurants, Hotels und Verwaltungseinrichtungen, während der private Handel auf dem an der Stadtautobahn liegenden Bandim-Markt und in angrenzenden Vierteln abgewickelt wird. Der Staat und die Hilfsorganisationen sind die größten Arbeitgeber. Ein Großteil der Bevölkerung verdient seinen Lebensunterhalt jedoch im Kleinhandel. Wichtigste Handelsplätze sind die über 25 lokalen Stadtmärkte in den jeweiligen Wohnvierteln.

### Infrastruktur
Die ohnehin schon schwache Infrastruktur wurde im Bürgerkrieg von 1998/99 weiter zerstört. Asphaltiert sind nur die wichtigen Verbindungs- und Ausfallstraßen sowie die Straßen im Stadtzentrum.

### Strom- und Wasserversorgung
Die öffentliche Strom- und Wasserversorgung beschränkt sich ebenfalls auf das Stadtzentrum und funktioniert auch dort nur sporadisch. Größere Geschäfte und Hotels organisieren die Versorgung privat. So liegt Bissau als eine der letzten Hauptstädte weltweit nachts fast vollständig im Dunkeln.

### Städtebau
Die meisten öffentlichen Gebäude sind in einem schlechten Zustand, aber auch in der sonstigen Altstadt verfallen viele Gebäude zusehends.

### Verkehr
Der Nahverkehr in Bissau liegt in privater Hand. Es verkehren fast ausschließlich Sammeltaxis, hier Toka-Tokas genannt. Die Sammeltaxis zirkulieren frei durch die Stadt, während der Toka-Toka-Verkehr auf festgelegten Routen zwischen den Randbezirken und dem Stadtzentrum verkehrt.
Im Fernverkehr sind von Bissau aus alle Regionen des Landes erreichbar. Derzeit gibt es zwei Busbahnhöfe in Bissau. Der zentrale Busbahnhof befindet sich an der Stadtautobahn in der Nähe der Nationalbank. Von dort gibt es Verbindungen in fast alle Landesteile sowie internationale Verbindungen nach Gambia und in den Senegal. Der Verkehr mit der Region Biombo wird über einen separaten Busbahnhof im Bairro Belém abgewickelt.
Der internationale Flughafen Osvaldo Vieira International liegt etwa 9 km vom Stadtzentrum am nordwestlichen Stadtrand. Planmäßig gibt es Verbindungen nach Casablanca, Dakar und Lissabon.
Vom Hafen im Stadtzentrum gibt es regelmäßige Verbindungen zum Bissagos-Archipel, die größtenteils mit Pirogen abgewickelt werden.

## Geschichte

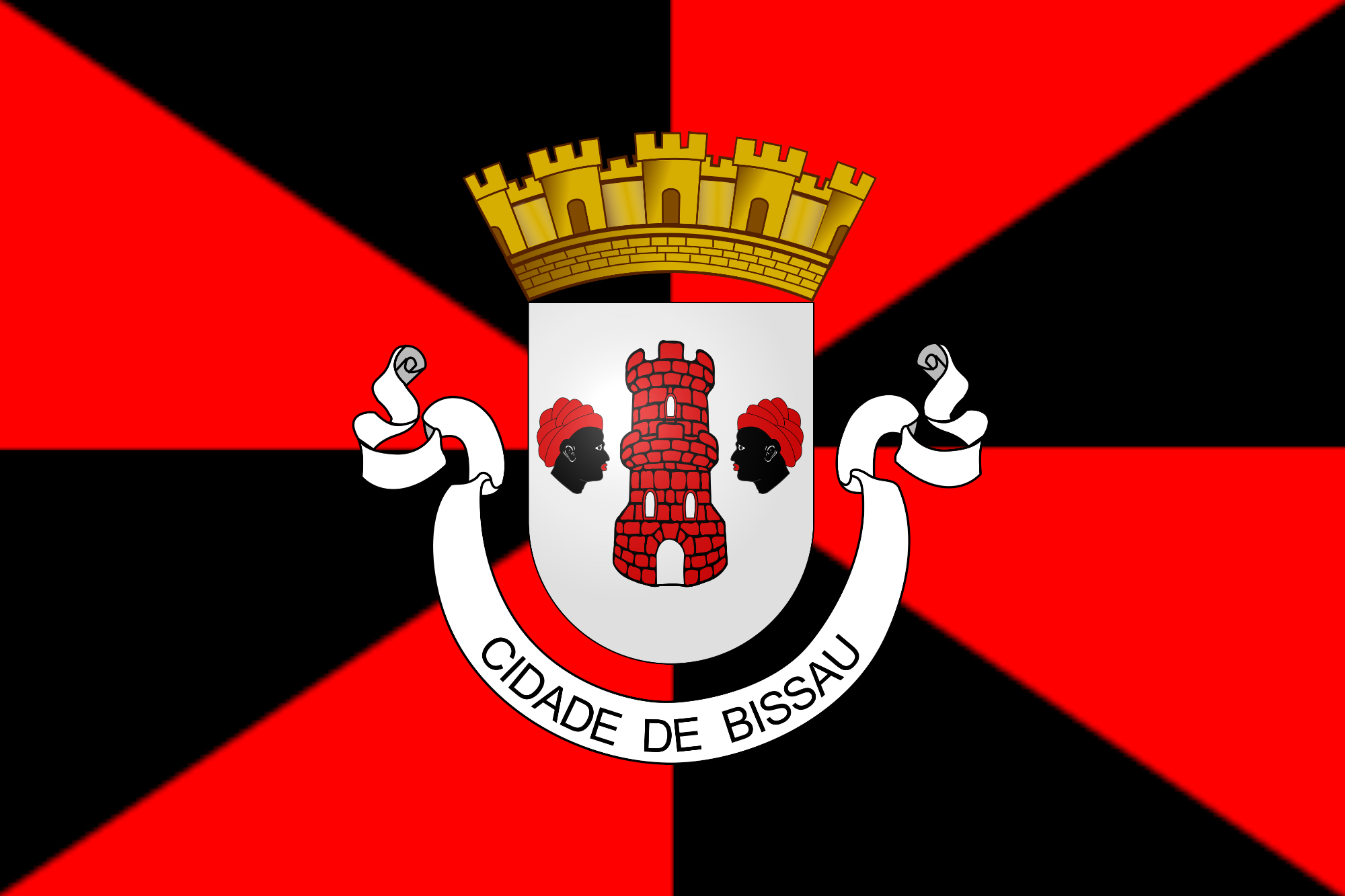
Stadtflagge Bissaus gegen Ende der Kolonialzeit

### Frühzeit und Gründung bis 1753
Portugiesische Seefahrer und Händler erreichten ab 1446 die obere Guineaküste und errichteten dort zahlreiche Handelsstützpunkte. Die Anfänge Bissaus gehen in das 16. Jahrhundert zurück – ein genaues Gründungsdatum ist allerdings nicht bekannt. Das erste schriftliche Zeugnis stammt wohl aus dem Jahre 1594, das sich nicht auf den Ort bezieht, sondern auf eine ethnische Gruppe, die sich als „Bisãos“ (Pepel) bezeichneten. Die Stadtentwicklung lässt sich in fünf Phasen teilen:
Seit dem 16. Jahrhundert ließen sich portugiesische/kapverdische Händler in Bissau nieder. Sie standen von Beginn an in Konflikt mit der lokalen Pepel-Bevölkerung, mit der es zu ständigen Kriegen kam. Die Motive der Ansiedlung waren meist ökonomischer Natur. Es wurde mit Sklaven, Elfenbein und Bienenwachs gehandelt. Die sogenannten Lançados (illegale portugiesische Händler) und Grumeten (christianisierte Afrikaner; eigentl. portugiesisch Schiffsjunge) untergruben erfolgreich das Handelsmonopol der portugiesischen Krone.
Die Verleihung des Kapitanatstatuts 1692 kann als eigentliche Geburtsstunde Bissaus angesehen werden, da die Stadt ab diesem Zeitpunkt auch offiziell mit Portugal verbunden war. 1696 wurde mit dem Bau eines Forts begonnen, welches jedoch schon 1707 auf Anordnung aus Portugal wieder zerstört wurde. Der Ort wurde von offizieller Seite verlassen. In der Folgezeit dominierten die Franzosen, die auch mehrfach versuchten ein Fort zu errichten, den Ort.

### Konsolidierung von 1753 bis 1913/15
1753 begannen die Portugiesen erneut mit dem Bau eines Forts, das erst 1775 fertiggestellt werden konnte. Bis in die 1850er Jahre dominierte der Sklavenhandel den Ort.
1852 wurde Bissau zum Hauptort des Distriktes Guinea, verlor diese Position aber 1879 an das auf der gleichnamigen Insel liegende Bolama, das zur Hauptstadt der neu geschaffenen Provinz Portugiesisch-Guinea wurde.
Bissau war auch Anfang des 20. Jahrhunderts nur ein kleiner Ort, der lediglich aus einem Fort, angrenzender ummauerter Kaufmannssiedlung, Hafen und ein paar Verwaltungsgebäuden bestand. Erst nach der Niederschlagung des letzten Widerstandes der lokalen Bevölkerung 1913/15 begann der Ort in stärkerem Maße zu wachsen.

### Erste Expansionszeit von 1913/15–1941

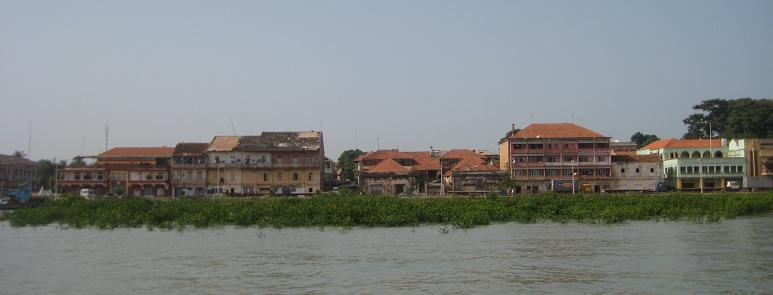
Blick auf die Hafenpromenade von Bissau

In den 1920er Jahren entstanden, nachdem ein erster Urbanisationsplan erstellt worden war, Teile des heutigen Zentrums. Das Dorf der Grumeten wurde an der Peripherie wieder aufgebaut. Nachdem Anfang des 20. Jahrhunderts die Deutschen den Handel in der Hand hatten, übernahmen diesen nun wieder französische Handelshäuser. Portugal gelang es erst in den 1930er Jahren das eigene Handelsmonopol durchzusetzen. Ab 1936 wurde mit den Vorbereitungen zur Übertragung der Hauptstadt nach Bissau begonnen.

### Zweite Expansionszeit von 1941–1974
Am 19. Dezember 1941 wurde die Hauptstadt von Bolama nach Bissau verlegt. In der Folge wurden weitere Verwaltungs- und Wirtschaftsgebäude errichtet. 1953 wurde die erste Straße in Bissau asphaltiert. Das europäische Stadtzentrum entstand in seiner heutigen Ausdehnung. Ab Ende der 1950er Jahre kam es noch einmal zu einer Modernisierung und einem Ausbau der Infrastruktur allgemein. Die Bevölkerungszahl Bissaus stieg von rund 18.000 im Jahr 1950 auf rund 70.000 im Jahr 1970, da nach Ausbruch des Befreiungskampfes 1963 viele Menschen Zuflucht in der Stadt suchten. Bissau wurde während des Befreiungskrieges zweimal, 1968 und 1971 direkt angegriffen.

### Dritte Expansionszeit von 1974 bis heute

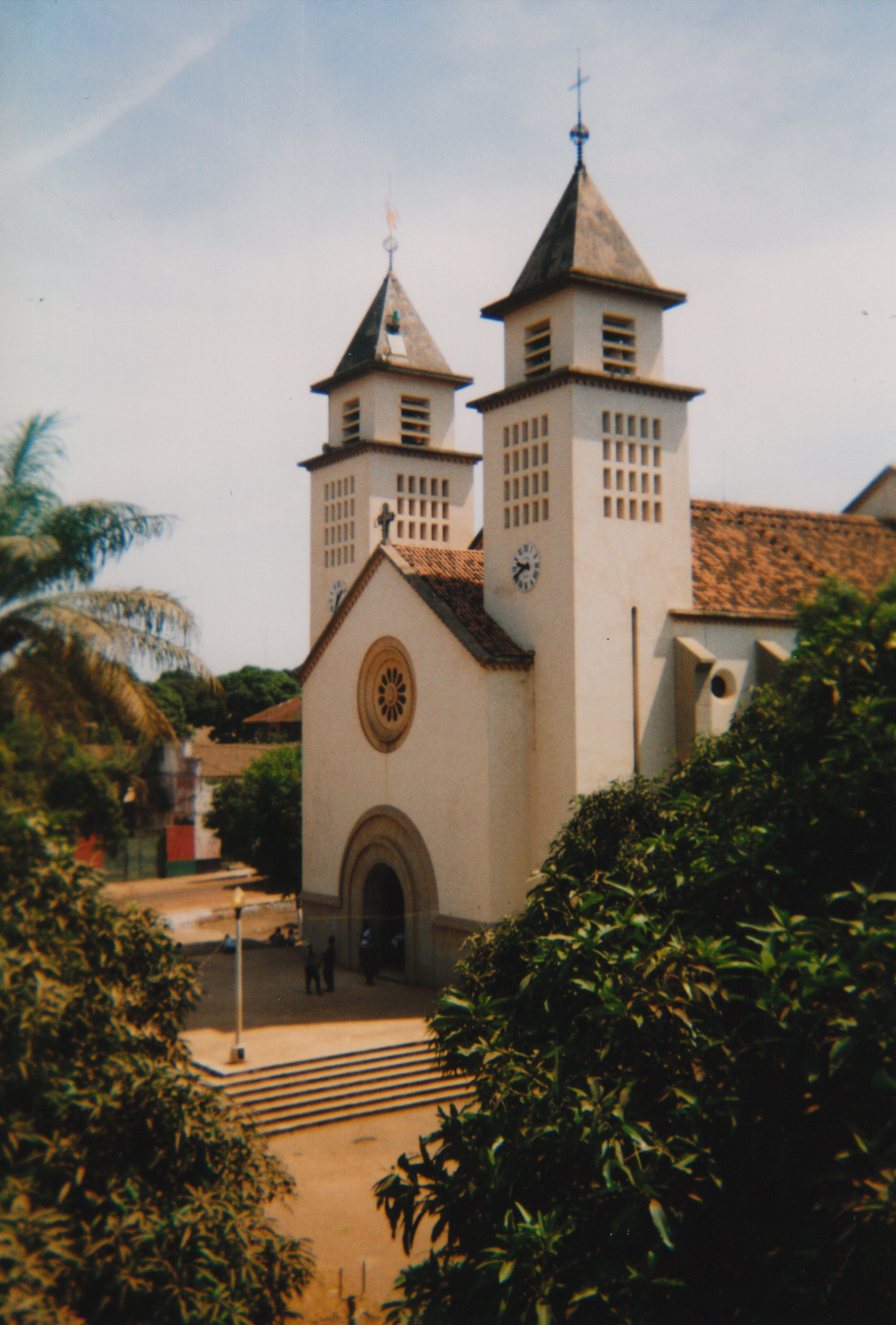
Die Kathedrale von Bissau an der Avenida Amílcar Cabral

Am 24. September 1973 erklärte die guineische Unabhängigkeitsbewegung PAIGC Guinea-Bissau mit der Hauptstadt Madina do Boé einseitig für unabhängig. Nach der Anerkennung durch Portugal am 10. September 1974 wurde die Hauptstadt wieder nach Bissau verlegt. In der Folge entwickelte sich die Stadt zum politischen und ökonomischen Zentrum des Landes.
Die verfehlte Entwicklungspolitik der PAIGC, die in den 1970er Jahren eine Industrialisierung wollte und das Landesinnere weitgehend vernachlässigte, trug zum weiteren starken Bevölkerungswachstum der Stadt bei, die diesem städteplanerisch nicht hinterher kommen konnte. Die Mehrzahl der Aktivitäten von Regierung und Hilfsorganisationen beschränkte sich auf Bissau.
Dennoch kam es nie zu der Durchführung eines Urbanisierungsplanes. Die Stadt wuchs und wächst entlang der Ausfallstraßen. 1990 wurde die Bevölkerungszahl auf rund 200.000 geschätzt. Während des Bürgerkrieges von 1998/99 kam es zu schweren Beschädigungen an der ohnehin schon schwachen Infrastruktur – die Frontlinie verlief ausgerechnet durch die einzige Industriezone der Stadt. Ein Großteil der Bevölkerung verließ während des Krieges die Stadt und suchte Zuflucht bei Familienangehörigen auf dem Land.

## Religion
Die Bevölkerung Bissaus ist religiös gemischt. Da hier der Anteil an Personen, die von der portugiesischen Kultur geprägt sind, besonders hoch ist, gibt es eine starke Minderheit von Katholiken. Die Stadt ist Sitz des Bistums Bissau.
Zahlenmäßig überwiegen jedoch die Muslime, die meist Angehörige islamisierter Ethnien des Landes sind, zu denen in jüngerer Zeit Zuwanderer aus den Nachbarländern kommen.
Ein schwer bestimmbarer Teil der Bevölkerung bekennt sich zu traditionellen afrikanischen Religionen.
Der Protestantismus ist in Form von Pfingstkirchen präsent, die ihren Ursprung zum Teil in Brasilien haben.

## Sport

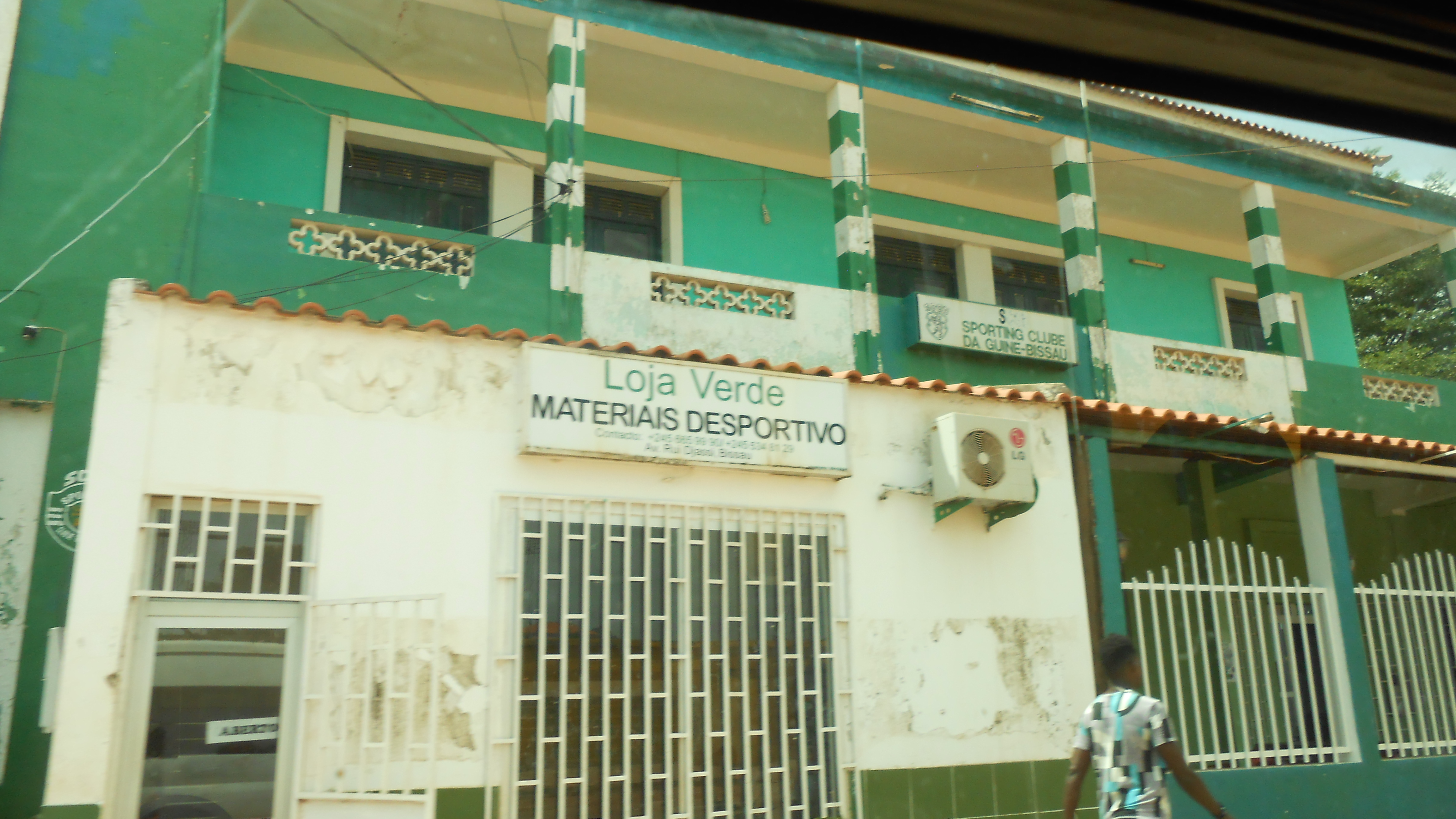
Der Vereinssitz des Sporting Clube de Bissau im Zentrum Bissaus, Rekordmeister in Guinea-Bissau

Fußball ist der populärste Sport im Land. Bissau beherbergt die beiden erfolgreichsten Klubs der ersten Liga, dem Campeonato Nacional da Guiné-Bissau: den Rekordmeister Sporting Clube de Bissau, ein Filialverein des portugiesischen Klubs Sporting Lissabon, und den kaum weniger erfolgreichen Sport Bissau e Benfica, ein Filialverein des portugiesischen Benfica Lissabon.
Weitere Hauptstadtvereine sind Mavegro FC, FC Cuntum, der dreifache Meister União Bissau, der Militärklub Estrela Negra de Bissau, der auch kulturell und sozial stark engagierte Ajuda Sport de Bissau, und Sport Portos de Bissau, die Werkself des Hafens von Bissau.
Die Klubs tragen ihre Heimspiele meistens in einem der beiden Hauptstadien der Stadt aus, dem Nationalstadion Estádio 24 de Setembro oder dem Estádio Lino Correia.
Der Amílcar-Cabral-Cup, ein westafrikanisches Nationenturnier, fand 1979, 1988 und 2007 in Bissau statt.

## Klimatabelle
|                       | Jan  | Feb  | Mär  | Apr  | Mai  | Jun  | Jul  | Aug  | Sep  | Okt  | Nov  | Dez  |   |      |
| Mittl. Tagesmax. (°C) | 31,5 | 32,7 | 33,5 | 33,4 | 32,7 | 31,3 | 29,6 | 28,9 | 29,8 | 31,0 | 31,6 | 31,0 | ⌀ | 31,4 |
| Mittl. Tagesmin. (°C) | 18,0 | 19,0 | 19,9 | 20,8 | 22,4 | 23,1 | 22,9 | 22,9 | 22,8 | 23,0 | 22,4 | 18,9 | ⌀ | 21,3 |
|                       |      |      |      |      |      |      |      |      |      |      |      |      |   |      |
| Niederschlag (mm)     | 1    | 1    | 0    | 1    | 24   | 167  | 494  | 617  | 418  | 199  | 44   | 13   | Σ | 1979 |
|                       |      |      |      |      |      |      |      |      |      |      |      |      |   |      |
| Sonnenstunden (h/d)   | 8,1  | 8,6  | 9,7  | 9,9  | 9,1  | 7,2  | 5,1  | 3,8  | 5,1  | 6,7  | 7,8  | 7,5  | ⌀ | 7,4  |
|                       |      |      |      |      |      |      |      |      |      |      |      |      |   |      |
| Regentage (d)         | 1    | 1    | 0    | 1    | 2    | 11   | 22   | 24   | 21   | 13   | 2    | 1    | Σ | 99   |
|                       |      |      |      |      |      |      |      |      |      |      |      |      |   |      |
| Wassertemperatur (°C) | 24   | 23   | 23   | 23   | 25   | 27   | 28   | 29   | 28   | 27   | 26   | 25   | ⌀ | 25,7 |
|                       |      |      |      |      |      |      |      |      |      |      |      |      |   |      |
| Luftfeuchtigkeit (%)  | 48   | 51   | 59   | 61   | 66   | 76   | 84   | 87   | 84   | 80   | 72   | 55   | ⌀ | 68,7 |

| 18,0 |

| 19,0 |

| 19,9 |

| 20,8 |

| 22,4 |

| 23,1 |

| 22,9 |

| 22,9 |

| 22,8 |

| 23,0 |

| 22,4 |

| 18,9 |

| 18,0 |

| 19,0 |

| 19,9 |

| 20,8 |

| 22,4 |

| 23,1 |

| 22,9 |

| 22,9 |

| 22,8 |

| 23,0 |

| 22,4 |

| 18,9 |

## Städtepartnerschaften
- Senegal: Dakar
- Portugal: Águeda (seit 1995)
- Portugal: Lissabon (seit 1983)
- Portugal: Moura (seit 1997)
- Portugal: Rio Maior (Kooperationsabkommen seit 2015)
- Portugal: Sintra (seit 1997)[9]

## Söhne und Töchter der Stadt
Eine Reihe bekannter Persönlichkeiten wurde in Bissau geboren, darunter die guinea-bissauischen Präsidenten Luís Cabral und João Bernardo Vieira, die Frauenrechtlerin Fátima Djarra Sani, Fußballnationalspieler wie Toni Silva, oder auch Diplomaten wie Malam Djassi.
Auch bekannte portugiesische Persönlichkeiten wurden hier geboren, darunter die Minister Henrique Medina Carreira und Nuno Severiano Teixeira, die Journalistin und Autorin Helena Ferro de Gouveia oder Fußball-Nationalspieler wie Éder.